# C/1907 L2 (Daniel)
C/1907 L2 (Daniel) – kometa długookresowa, którą można było obserwować w 1907 roku.

## Odkrycie i orbita komety
Kometę C/1907 L2 (Daniel) odkrył w roku 1907 Zaccheus Daniel. Osiągnęła ona swe peryhelium 4 września tegoż roku i znalazła się w odległości 0,51 au od Słońca. Porusza się ona po eliptycznej orbicie o mimośrodzie 0,999 i nachyleniu 9,0° względem ekliptyki. Jej obieg wokół Słońca trwa ok. 2000 lat.